# ريتشارد تي ماكورماك
ريتشارد تي ماكورماك (بالإنجليزية: Richard T. McCormack)‏ هو دبلوماسي أمريكي، ولد في 6 مارس 1941 في برادفورد في الولايات المتحدة.

## وصلات خارجية
- ريتشارد تي ماكورماك على موقع إن إن دي بي (الإنجليزية)